# Glauce Graieb
Glauce Maria Cândido Graieb (São Paulo, 23 de Agosto de 1948) é uma atriz brasileira, irmã da também atriz Nívea Maria.

## Biografia
De ascendência luso-libanesa, Glauce iniciou sua carreira de atriz, no ano de 1965 na extinta TV Excelsior, na telenovela O caminho das estrelas. Logo após atuou em Onde nasce a ilusão, dando vida a personagem Clarice. Glauce mudou de emissora, indo trabalhar na também extinta TV Tupi, e a partir dai teve vários trabalhos como Divinas & maravilhosas de  1973, Ídolo de pano de 1974, Um dia, o amor de 1975 e Papai Coração de 1976, entre outras. Foi para a Rede Globo, onde participou das telenovelas Marina e As três Marias ambas em 1980. Em seguida mudou-se para a TV Cultura, onde atuou em Casa de pensão no ano de 1982. Logo após anunciou afastamento da carreira para dedicar-se a família.
Glauce voltou a televisão pelo SBT, para atuar na telenovela Fascinação de 1998 dando vida a grande vilã Melânia da Silva Prates. Já na Rede Record, fez a telenovela Louca Paixão de 1999. De volta ao SBT, Glauce interpretou a terrível assassina Amparo na novela Marisol, de 2002. Também atuou em Jamais te esquecerei, de 2003 e Os Ricos Também Choram de 2005.
De volta a Rede Globo, Glauce atuou em Paraíso Tropical, de 2007, Ciranda de Pedra em 2008 e também na minissérie Maysa - Quando Fala o Coração, de 2009. Em 2011, ela esteve no folhetim do SBT Amor e Revolução, interpretando a personagem Ana Guerra. Essa telenovela causou algumas polêmicas por conta do seu tema central, em torno do período do Regime militar no Brasil.

## Filmografia

### Televisão
| Ano  | Título                        | Personagem               | Nota                                 | Emissora          |
| ---- | ----------------------------- | ------------------------ | ------------------------------------ | ----------------- |
| 1964 | Uma Sombra em Minha Vida      | Leila                    |                                      | TV Excelsior      |
| 1965 | O caminho das estrelas        | Alice                    |                                      | TV Excelsior      |
| 1965 | Onde nasce a ilusão           | Clarice                  |                                      | TV Excelsior      |
| 1972 | Jerônimo, o Herói do Sertão   | —                        | Episódio: "Os Caminhos da Esperança" | Rede Tupi         |
| 1973 | O Anjo                        | Andréia                  |                                      | Rede Tupi         |
| 1973 | Divinas & maravilhosas        | Suzy                     |                                      | Rede Tupi         |
| 1974 | Ídolo de pano                 | Luísa                    |                                      | Rede Tupi         |
| 1975 | Meu Rico Português            | Norma                    |                                      | Rede Tupi         |
| 1975 | Um Dia, o Amor                | Maria Leonor             |                                      | Rede Tupi         |
| 1976 | Papai Coração                 | Eunice                   |                                      | Rede Tupi         |
| 1977 | O Profeta                     | Ruth                     |                                      | Rede Tupi         |
| 1977 | Cinderela 77                  | Mestre                   |                                      | Rede Tupi         |
| 1980 | As Três Marias                | Aurinívea                |                                      | Rede Globo        |
| 1980 | Marina                        | Marlene                  |                                      | Rede Globo        |
| 1982 | Casa de pensão                | Hortência                |                                      | Rede Bandeirantes |
| 1985 | Livre para Voar               | Aretusa Campobello       | Participação Especial                | Rede Globo        |
| 1997 | Você Decide                   | Sônia                    | Episódio: "Vida Secreta"             | Rede Globo        |
| 1997 | Você Decide                   | —                        | Episódio: "Delicadeza"               | Rede Globo        |
| 1998 | Fascinação                    | Melânia da Silva Prates  |                                      | SBT               |
| 1999 | Louca Paixão                  | Teresa Albuquerque       |                                      | RecordTV          |
| 2002 | Marisol                       | Amparo Lima do Vale      |                                      | SBT               |
| 2003 | Jamais te esquecerei          | Madre Superiora          |                                      | SBT               |
| 2005 | Os Ricos Também Choram        | Maria José               |                                      | SBT               |
| 2007 | Paraíso Tropical              | Lyra                     | Participação                         | Rede Globo        |
| 2008 | Ciranda de Pedra              | Madame Lenah             |                                      | Rede Globo        |
| 2008 | Alice                         | Helena Batalha           | Episódio: "O Lado Escuro do Espelho" | HBO Brasil        |
| 2009 | Maysa - Quando Fala o Coração | Teresa Matarazzo         |                                      | Rede Globo        |
| 2009 | Caminho das Índias            | Sra. Chanti              | Participação                         | Rede Globo        |
| 2010 | Por Toda a Minha Vida         | Ema Rubinato             | Episódio:"Adoniran Barbosa"          | Rede Globo        |
| 2011 | Amor e Revolução              | Ana Guerra               |                                      | SBT               |
| 2013 | Carrossel                     | Regina Medsen (Gina)     |                                      | SBT               |
| 2014 | Chiquititas                   | Maria Regina Bittencourt |                                      | SBT               |
| 2017 | Tempo de Amar                 | Madame Lenah             | Participação                         | Rede Globo        |
| 2023 | A Infância de Romeu e Julieta | Senhora Montenegro       | Episódio: "11 de maio"               | SBT               |

### Cinema
| Ano  | Título                 | Personagem       |
| ---- | ---------------------- | ---------------- |
| 2021 | Sophia                 | Rebeca Magalhães |
| 2021 | Esquadrão na Moral     | Vó Donis         |
| 2022 | Um Caso do Outro Mundo | Vanessa          |

### Teatro
- Lírio (1961)
- A Valsa (2019)[7]
- Stromboli: Amores à Beira de Um Vulcão (2020)